# Blutengel
Blutengel ist eine deutsche Elektronik-Band aus dem Umfeld der Schwarzen Szene.

## Geschichte
Blutengel wurde 1998 in Berlin gegründet. Die Band ging aus dem Vorgängerprojekt Seelenkrank hervor, nachdem sich der Sänger Chris Pohl gezwungen sah, dieses aufzugeben.
Den weiblichen Gesangsteil übernahmen anfangs Kati Roloff und Nina Bendigkeit. 1999 veröffentlichte Blutengel das offizielle Debütalbum Child of Glass. Zwei Jahre später wurde das zweite Album Seelenschmerz veröffentlicht. Inzwischen hatte sich auch die Besetzung der Band geändert, da Nina Bendigkeit die Gruppe verließ. Sie wurde durch Gini Martin ersetzt.
Ende 2001 verließen die beiden Sängerinnen die Band und gründeten gemeinsam das Projekt Tristesse de la Lune. Chris Pohl engagierte Eva Pölzing, die die Mitte 2001 dazugekommene Constance Rudert ergänzte. Das darauf folgende Album Angel Dust erreichte Platz 58 in den Charts. Im Oktober 2005 verließ auch Eva Pölzing Blutengel wieder. Ihre Nachfolgerin ist Ulrike Goldmann, die vorher Mitglied der Band Say Y war. Nach 9 Jahren trennten sich Constance Rudert und Blutengel am 12. August 2010. Doch die Band hat sich schnell um neue Gesangstalente gekümmert. Anja Milow war die neue Sängerin neben Chris und Ulrike. Anja Milows einvernehmlicher Ausstieg wurde am 5. November 2012 bekanntgegeben.
Die beiden Alben Monument und Save Us erreichten 2013 und 2015 jeweils Platz 4 der offiziellen deutschen Albumcharts. Im Dezember 2016 erschien die neue Single Complete und im Frühjahr 2017 das nächste Album, Leitbild. Parallel zum neuen Blutengel-Album veröffentlichte Sänger Chris Pohl die Autobiographie Lebe deinen Traum, welche sowohl der limitierten Deluxe-Box von Leitbild beilag als auch einzeln verkauft wird.
Am 30. Juli 2016 veranstaltete die Band auf dem Chemnitzer Wasserschloss Klaffenbach ihr erstes, eigenes Open-Air-Event, das mit rund 3000 Leuten ausverkauft war.

## Stil
Der sowohl deutsch- als auch englischsprachige, teils verzerrte Gesang ist mit elektronischen Klängen gepaart. Der Stil schwankt dabei zwischen minimalistischen Elektro-Sounds mit Dance-Elementen, ruhigen Klavierballaden und Synth-Pop. Die Band selbst nennt ihre Musik Dark Pop.

## Bilder

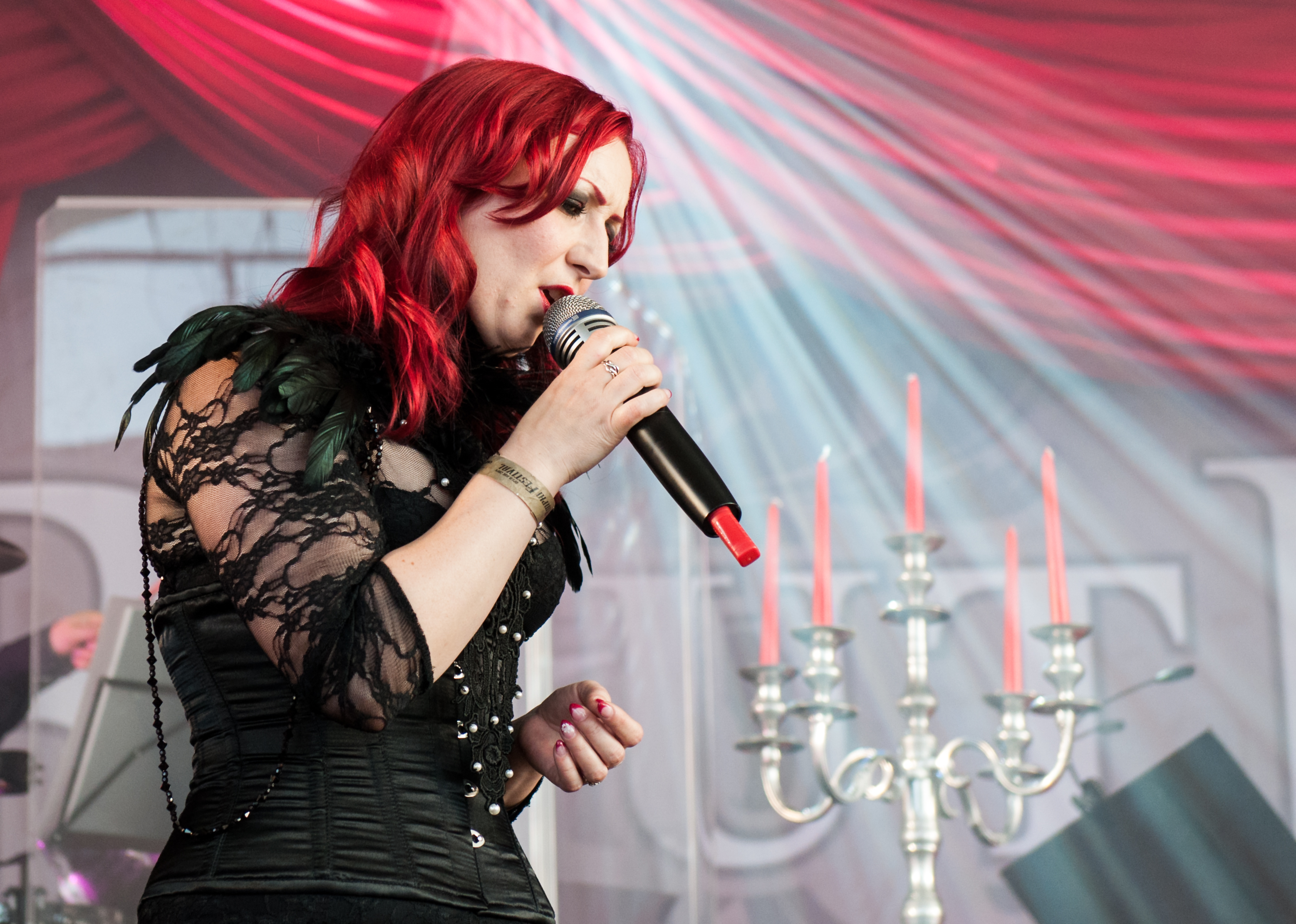
Ulrike Goldmann
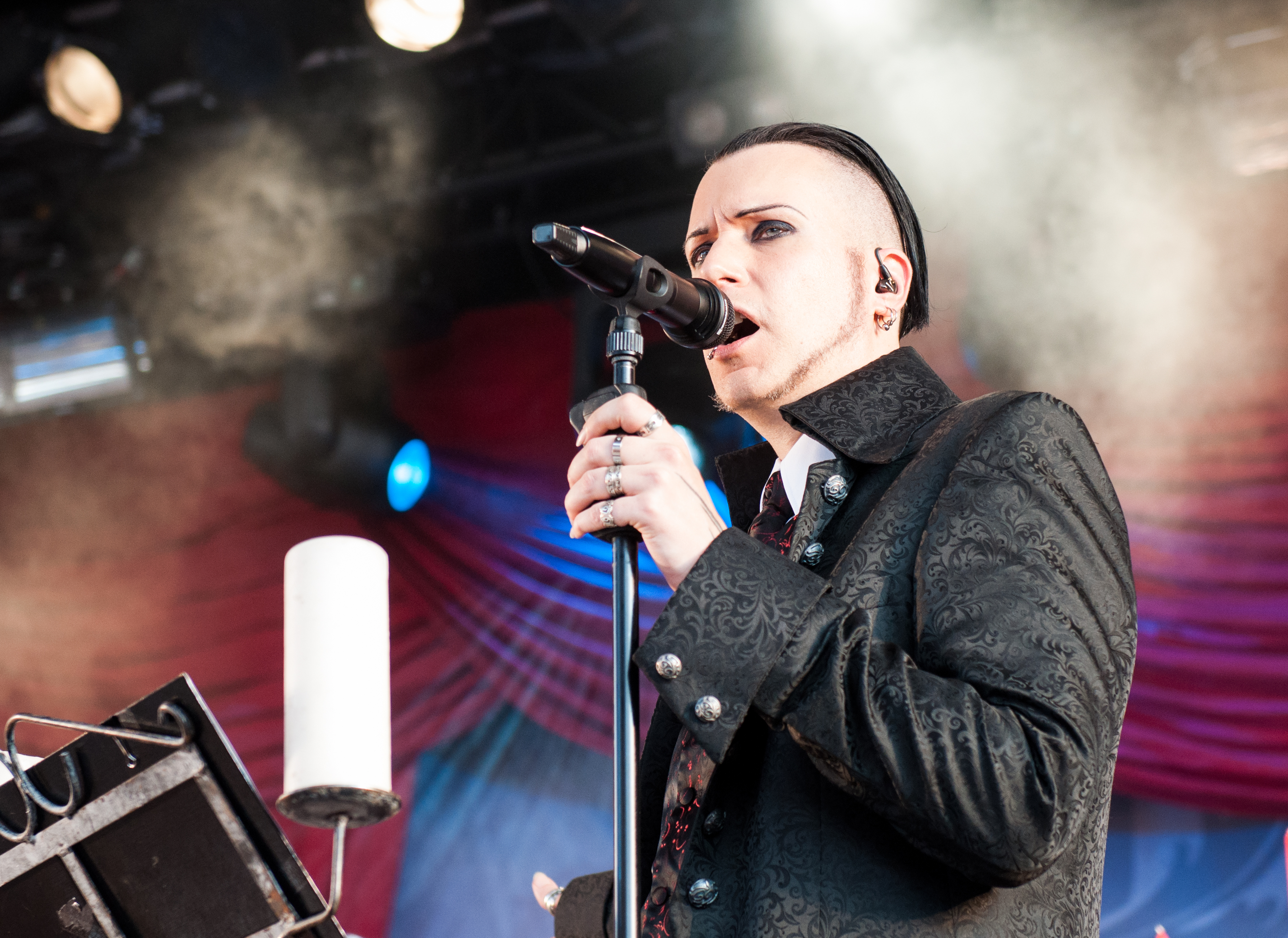
Chris Pohl
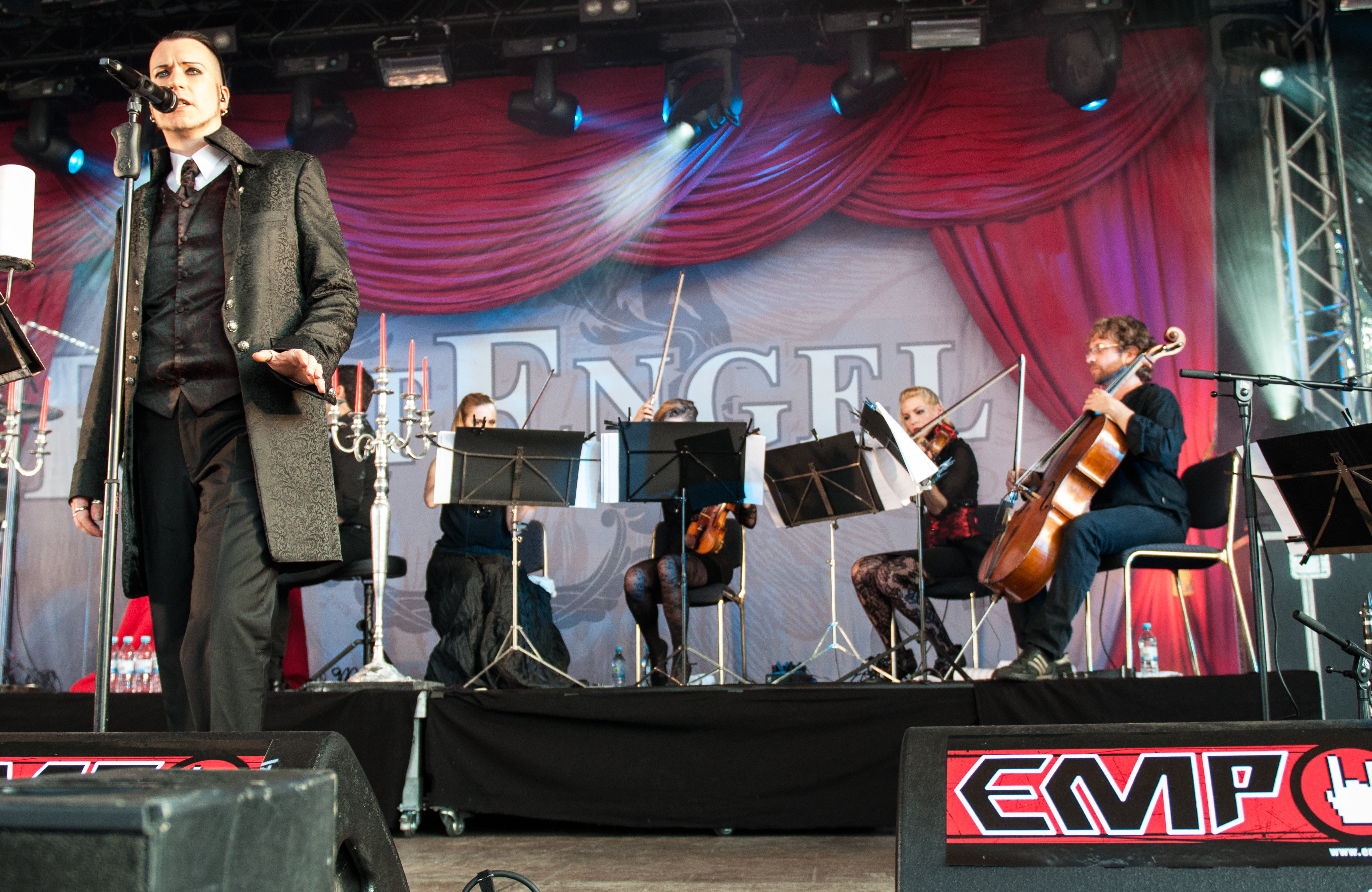
Chris Pohl & the „Monument“-Ensemble
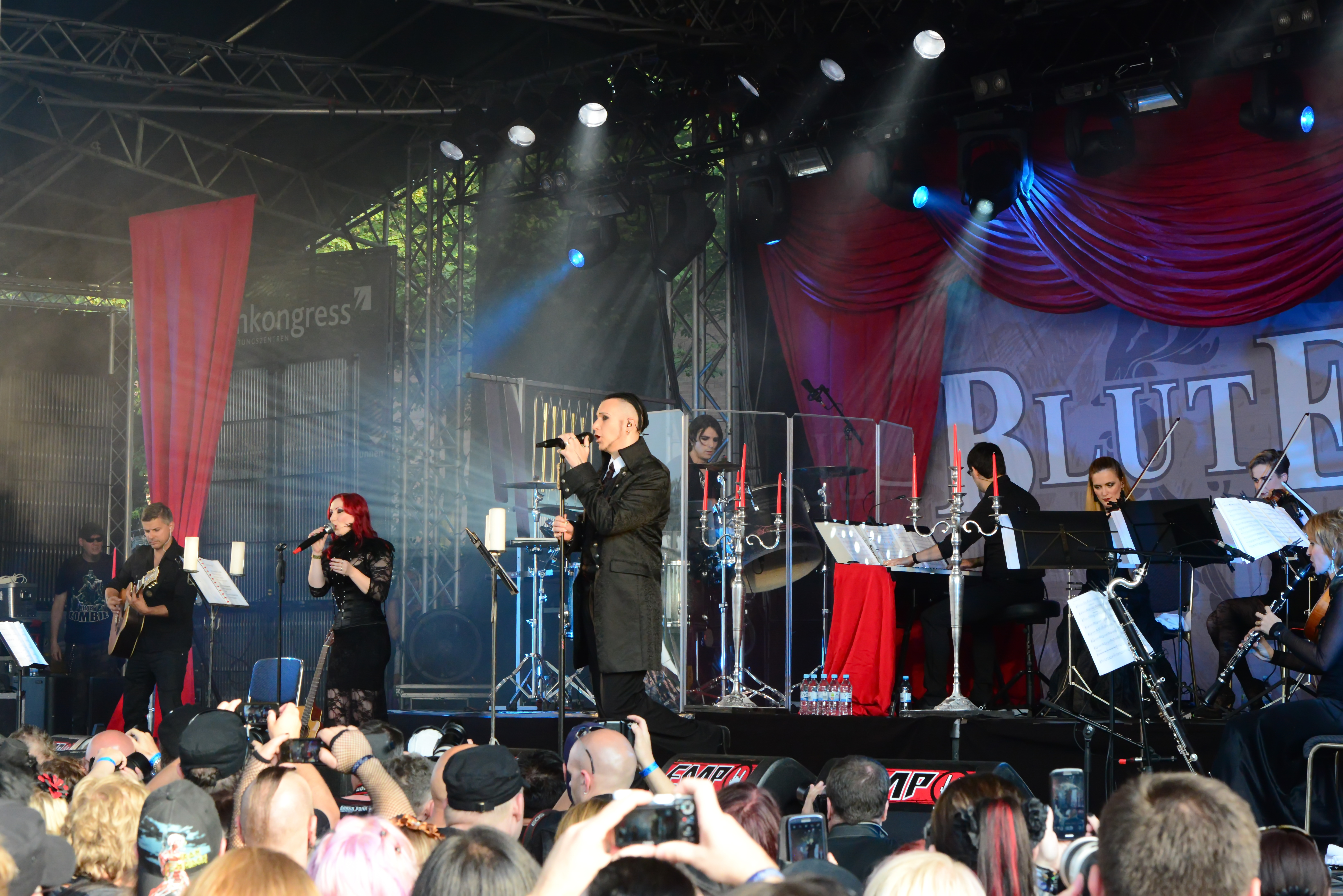
Blutengel & the „Monument“-Ensemble

## Diskografie

### Alben
- Child of Glass (Album; 22. Februar 1999; Out of Line)
- Seelenschmerz (Album; 19. März 2001; Out of Line)
- Angel Dust (Album; 30. September 2002; Out of Line)
- Demon Kiss (Album; 22. März 2004; Out of Line)
- The Oxidising Angel (Album; 2005)
- Labyrinth (Album; 14. September 2007; Out of Line)
- Schwarzes Eis (Album; 13. Februar 2009; Out of Line)
- Tränenherz (Ltd. DCD; 18. Februar 2011; Out of Line)
- Nachtbringer (2LP; 9. November 2011; Out of Line)
- Monument (Album; 15. Februar 2013; Out of Line)
- Once in a Lifetime (Album; 1. November 2013; Out of Line)
- Black Symphonies – An Orchestral Journey (Album; 28. Februar 2014; Out of Line)
- Omen (Album; 13. Februar 2015; Out of Line)
- In alle Ewigkeit (EP; 30. Oktober 2015; Out of Line)
- Nemesis – The Best Of & Reworked (Album; 26. Februar 2016; Out of Line)
- Save Us (Album; 24. Juni 2016; Out of Line, Omen Re-Release)
- Leitbild (Album; 17. Februar 2017; Out of Line)
- Black (Mini-LP; 27. Oktober 2017; Out of Line)
- Un:Gott (Album; 15. Februar 2019; Out of Line)
- Damokles (Album; 1. November 2019; Out of Line)
- Fountain of Destiny (Cover-Album; 12. März 2021, Out of Line)
- A World Beyond (Album; 15. Juli 2021; Out of Line)
- The Victory of Light (Album; 16. Juli 2021; Out of Line)
- Un:Sterblich: Our Souls Will Never Die (Album; 12. Mai 2023; Out of Line)

### MCD
- Bloody Pleasures (MCD; März 2001; Out of Line)
- Black Roses (MCD; 8. Dezember 2001; Out of Line)
- Vampire Romance (MCD; August 2002; Out of Line)
- Forever (MCD; 8. Dezember 2003; Out of Line)
- Mein Babylon (MCD; 21. Juni 2004; Out of Line)
- No Eternity (MCD & MLP; 6. September 2004; Out of Line)
- The Oxidising Angel (EP; 20. Oktober 2005; Out of Line)
- My Saviour (MCD; 1. Dezember 2006; Out of Line)
- Lucifer (Purgatory) (MCD; 13. Juli 2007; Out of Line)
- Lucifer (Blaze) (MCD; 13. Juli 2007; Out of Line)
- Dancing in the Light (Forsaken) (MCD; 14. November 2008; Out of Line)
- Dancing in the Light (Solitary) (MCD; 14. November 2008; Out of Line)
- Promised Land (MCD; 26. November 2010; Out of Line)
- Reich mir die Hand (MCD; 21. Januar 2011; Out of Line)
- Über den Horizont (MCD; 15. April 2011; Out of Line)
- Save Our Souls (Ltd. MCD; 30. November 2012; Out of Line)
- You Walk Away (MCD; 25. Januar 2013; Out of Line)
- Kinder dieser Stadt (MCD; 19. Juli 2013; Out of Line)
- Krieger (Ltd. MCD; 14. März 2014; Out of Line)
- Asche zu Asche (MCD; 14. November 2014; Out of Line)
- Sing (MCD; 23. Januar 2015; Out of Line)
- Complete (MCD; 2. Dezember 2016; Out of Line)
- Surrender to the Darkness (MCD; 7. September 2018; Out of Line)

### Videoalben
- Live Lines (DVD; 2. Mai 2005; Out of Line)
- Moments of Our Live’s (DVD; 29. August 2008; Out of Line)
- Nachtbringer (DVD; 18. November 2011; Out of Line)
- Once in a Lifetime (DVD + Blu-ray Disc; 1. November 2013; Out of Line)
- Live im Wasserschloss Klaffenbach (DVD + Blu-ray Disc; 27. April 2018; Out of Line)

### Sonstiges
- Winter of My Life (Online Single; 1. August 2008; Out of Line)
- Redemption (Download-EP; 13. Februar 2009; Out of Line)
- Behind the Mirror (Download-EP; 27. Februar 2009; Out of Line)
- Live in Berlin (Download; 27. November 2009; Out of Line)
- Soultaker (Ltd. DCD; 27. November 2009; Out of Line)
- Lebe Deinen Traum (Download-EP; 3. Februar 2017; Out of Line)